# 62 Dywizja Strzelecka (ZSRR)
62 Dywizja Strzelecka (ros. 62-я стрелковая дивизия) – związek taktyczny piechoty Armii Czerwonej.
W czasie ataku wojsk III Rzeszy i jej sojuszników na Związek Radziecki 62 Dywizja Strzelecka od 22 czerwca 1941 brała udział w walkach m.in. w rejonie Kowla. Wchodziła w skład 15 Korpusu Strzeleckiego z 5 Armii. Drugi raz została sformowana 25 listopada 1941, a rozformowana 2 listopada 1942. Powtórnie sformowana 15 kwietnia 1943 na bazie 44.

## Dowódcy dywizji
- kombrig Andriej Gierasimow (był w 1939)[2]

## Struktura organizacyjna
- 104 Pułk Strzelecki
- 123 Pułk Strzelecki
- 306 Pułk Strzelecki
- 89 Pułk Artylerii
- 150 Pułk Artylerii,
- batalion przeciwpancerny,
- batalion artylerii przeciwlotniczej,
- batalion zwiadu,
- batalion saperów